# 2e étape du Tour de France 1997
Pour un article plus général, voir Tour de France 1997.
La deuxième étape du Tour de France 1997 s'est déroulée le 7 juillet 1997 entre Saint-Valery-en-Caux et Vire  sur un parcours de 262 km. Cette étape est remportée au sprint par l'Italien Mario Cipollini dont c'est la deuxième victoire sur ce Tour 1997.

## Déroulement
L'étape entre Saint-Valéry-en-Caux et Vire est la plus longue de ce Tour de France et couvre une distance de 262 kilomètres. Le parcours, caractérisé par un terrain accidenté, est propice aux échappées. Mario Cipollini, déjà victorieux la veille, remporte cette étape, cumulant le maillot jaune et le maillot vert. À 500 mètres de l'arrivée, Cipollini se trouve en 20e position derrière les coureurs de l'équipe Telekom. Il réussit à trouver une ouverture et à dépasser Erik Zabel et remporte sa seconde victoire consécutive.
Jeroen Blijlevens s'est classé troisième, suivi de Moncassin à la quatrième place et Lamour à la septième place, deuxième Français de l'étape. Thierry Gouvenou reçoit la prime de la combativité pour cette étape. Il s'est lancé dans une échappée à 100 kilomètres de l'arrivée et a été rattrapé 60 kilomètres plus tard. 

## Classement de l'étape
| \| Classement de l'étape \| Classement de l'étape \| Classement de l'étape \| Classement de l'étape \| Classement de l'étape \| \| Coureur \| Coureur \| Pays \| Équipe \| Temps \| \| --------------------- \| --------------------- \| --------------------- \| -------------------------- \| --------------------- \| \| 1er \| Mario Cipollini \| Italie \| Saeco-Estro \| 6 h 27 min 47 s \| \| 2e \| Erik Zabel \| Allemagne \| Deutsche Telekom \| + 0 s \| \| 3e \| Jeroen Blijlevens \| Pays-Bas \| TVM-Farm Frites \| + 0 s \| \| 4e \| Frédéric Moncassin \| France \| Gan \| + 0 s \| \| 5e \| Sergueï Outschakov \| Ukraine \| Polti \| + 0 s \| \| 6e \| Adriano Baffi \| Italie \| US Postal Service \| + 0 s \| \| 7e \| Claude Lamour \| France \| Mutuelle de Seine-et-Marne \| + 0 s \| \| 8e \| Henk Vogels \| Australie \| Gan \| + 0 s \| \| 9e \| Robbie McEwen \| Australie \| Rabobank \| + 0 s \| \| 10e \| Massimo Strazzer \| Italie \| Alessio-Bianchi \| + 0 s \| |                    |           |                            |                 |
| |                    |           |                            |                 |
| |                    |           |                            |                 |
| Classement de l'étape |                    |           |                            |                 |
| Coureur | Coureur            | Pays      | Équipe                     | Temps           |
| 1er | Mario Cipollini    | Italie    | Saeco-Estro                | 6 h 27 min 47 s |
| 2e | Erik Zabel         | Allemagne | Deutsche Telekom           | + 0 s           |
| 3e | Jeroen Blijlevens  | Pays-Bas  | TVM-Farm Frites            | + 0 s           |
| 4e | Frédéric Moncassin | France    | Gan                        | + 0 s           |
| 5e | Sergueï Outschakov | Ukraine   | Polti                      | + 0 s           |
| 6e | Adriano Baffi      | Italie    | US Postal Service          | + 0 s           |
| 7e | Claude Lamour      | France    | Mutuelle de Seine-et-Marne | + 0 s           |
| 8e | Henk Vogels        | Australie | Gan                        | + 0 s           |
| 9e | Robbie McEwen      | Australie | Rabobank                   | + 0 s           |
| 10e | Massimo Strazzer   | Italie    | Alessio-Bianchi            | + 0 s           |

## Classement général
Grâce aux bonifications engrangées au cours de l'étape, l'Italien Mario Cipollini (Saeco-Estro) conserve le maillot jaune de leader et augmente son avance. Il devance toujours le vainqueur du prologue l'Anglais Chris Boardman (Gan) de 36 secondes et Jan Ullrich (Deutsche Telekom) de 38 secondes.
| \| Classement général \| Classement général \| Classement général \| Classement général \| Classement général \| \| Coureur \| Coureur \| Pays \| Équipe \| Temps \| \| ------------------ \| ------------------ \| ------------------ \| ------------------------------- \| ------------------ \| \| 1er \| Mario Cipollini \| Italie \| Saeco-Estro \| 11 h 15 min 30 s \| \| 2e \| Chris Boardman \| Royaume-Uni \| Gan \| + 36 s \| \| 3e \| Jan Ullrich \| Allemagne \| Deutsche Telekom \| + 38 s \| \| 4e \| Tony Rominger \| Suisse \| Cofidis-Le Crédit par Téléphone \| + 41 s \| \| 5e \| Abraham Olano \| Espagne \| Banesto \| + 46 s \| \| 6e \| Laurent Jalabert \| France \| ONCE \| + 48 s \| \| 7e \| Jeroen Blijlevens \| Pays-Bas \| TVM-Farm Frites \| + 48 s \| \| 8e \| Erik Zabel \| Allemagne \| Deutsche Telekom \| + 49 s \| \| 9e \| Tom Steels \| Belgique \| Mapei-GB \| + 50 s \| \| 10e \| Servais Knaven \| Pays-Bas \| TVM-Farm Frites \| + 51 s \| |                   |             |                                 |                  |
| |                   |             |                                 |                  |
| |                   |             |                                 |                  |
| Classement général |                   |             |                                 |                  |
| Coureur | Coureur           | Pays        | Équipe                          | Temps            |
| 1er | Mario Cipollini   | Italie      | Saeco-Estro                     | 11 h 15 min 30 s |
| 2e | Chris Boardman    | Royaume-Uni | Gan                             | + 36 s           |
| 3e | Jan Ullrich       | Allemagne   | Deutsche Telekom                | + 38 s           |
| 4e | Tony Rominger     | Suisse      | Cofidis-Le Crédit par Téléphone | + 41 s           |
| 5e | Abraham Olano     | Espagne     | Banesto                         | + 46 s           |
| 6e | Laurent Jalabert  | France      | ONCE                            | + 48 s           |
| 7e | Jeroen Blijlevens | Pays-Bas    | TVM-Farm Frites                 | + 48 s           |
| 8e | Erik Zabel        | Allemagne   | Deutsche Telekom                | + 49 s           |
| 9e | Tom Steels        | Belgique    | Mapei-GB                        | + 50 s           |
| 10e | Servais Knaven    | Pays-Bas    | TVM-Farm Frites                 | + 51 s           |

## Classements annexes
| Classement par points | Classement par points | Classement par points | Classement par points | Classement par points |
| Coureur               | Coureur               | Pays                  | Équipe                | Points                |
| --------------------- | --------------------- | --------------------- | --------------------- | --------------------- |
| 1er                   | Mario Cipollini       | Italie                | Saeco-Estro           | 84 pts                |
| 2e                    | Erik Zabel            | Allemagne             | Deutsche Telekom      | 54 pts                |
| 3e                    | Frédéric Moncassin    | France                | Gan                   | 54 pts                |
| 4e                    | Jeroen Blijlevens     | Pays-Bas              | TVM-Farm Frites       | 50 pts                |
| 5e                    | Robbie McEwen         | Australie             | Rabobank              | 39 pts                |

| Classement par points | Classement par points | Classement par points | Classement par points | Classement par points |
| Coureur               | Coureur               | Pays                  | Équipe                | Points                |
| --------------------- | --------------------- | --------------------- | --------------------- | --------------------- |
| 1er                   | Mario Cipollini       | Italie                | Saeco-Estro           | 84 pts                |
| 2e                    | Erik Zabel            | Allemagne             | Deutsche Telekom      | 54 pts                |
| 3e                    | Frédéric Moncassin    | France                | Gan                   | 54 pts                |
| 4e                    | Jeroen Blijlevens     | Pays-Bas              | TVM-Farm Frites       | 50 pts                |
| 5e                    | Robbie McEwen         | Australie             | Rabobank              | 39 pts                |

| Classement de la montagne | Classement de la montagne | Classement de la montagne | Classement de la montagne       | Classement de la montagne |
| Coureur                   | Coureur                   | Pays                      | Équipe                          | Points                    |
| ------------------------- | ------------------------- | ------------------------- | ------------------------------- | ------------------------- |
| 1er                       | Laurent Brochard          | France                    | Festina-Lotus                   | 18 pts                    |
| 2e                        | Cyril Saugrain            | France                    | Cofidis-Le Crédit par Téléphone | 11 pts                    |
| 3e                        | Artūras Kasputis          | Lituanie                  | Casino, c'est votre équipe      | 10 pts                    |
| 4e                        | François Simon            | France                    | Gan                             | 6 pts                     |
| 5e                        | Thierry Gouvenou          | France                    | BigMat-Auber 93                 | 5 pts                     |

| Classement de la montagne | Classement de la montagne | Classement de la montagne | Classement de la montagne       | Classement de la montagne |
| Coureur                   | Coureur                   | Pays                      | Équipe                          | Points                    |
| ------------------------- | ------------------------- | ------------------------- | ------------------------------- | ------------------------- |
| 1er                       | Laurent Brochard          | France                    | Festina-Lotus                   | 18 pts                    |
| 2e                        | Cyril Saugrain            | France                    | Cofidis-Le Crédit par Téléphone | 11 pts                    |
| 3e                        | Artūras Kasputis          | Lituanie                  | Casino, c'est votre équipe      | 10 pts                    |
| 4e                        | François Simon            | France                    | Gan                             | 6 pts                     |
| 5e                        | Thierry Gouvenou          | France                    | BigMat-Auber 93                 | 5 pts                     |

| Classement du meilleur jeune | Classement du meilleur jeune | Classement du meilleur jeune | Classement du meilleur jeune | Classement du meilleur jeune |
| Coureur                      | Coureur                      | Pays                         | Équipe                       | Temps                        |
| ---------------------------- | ---------------------------- | ---------------------------- | ---------------------------- | ---------------------------- |
| 1er                          | Jan Ullrich                  | Allemagne                    | Deutsche Telekom             | 11 h 16 min 08 s             |
| 2e                           | Frank Vandenbroucke          | Belgique                     | Mapei-GB                     | + 16 s                       |
| 3e                           | Daniele Nardello             | Italie                       | Mapei-GB                     | + 25 s                       |
| 4e                           | George Hincapie              | États-Unis                   | US Postal Service            | + 25 s                       |
| 5e                           | Matteo Tosatto               | Italie                       | MG Boys Maglificio-Technogym | + 25 s                       |

| Classement du meilleur jeune | Classement du meilleur jeune | Classement du meilleur jeune | Classement du meilleur jeune | Classement du meilleur jeune |
| Coureur                      | Coureur                      | Pays                         | Équipe                       | Temps                        |
| ---------------------------- | ---------------------------- | ---------------------------- | ---------------------------- | ---------------------------- |
| 1er                          | Jan Ullrich                  | Allemagne                    | Deutsche Telekom             | 11 h 16 min 08 s             |
| 2e                           | Frank Vandenbroucke          | Belgique                     | Mapei-GB                     | + 16 s                       |
| 3e                           | Daniele Nardello             | Italie                       | Mapei-GB                     | + 25 s                       |
| 4e                           | George Hincapie              | États-Unis                   | US Postal Service            | + 25 s                       |
| 5e                           | Matteo Tosatto               | Italie                       | MG Boys Maglificio-Technogym | + 25 s                       |

| Classement par équipes | Classement par équipes          | Classement par équipes | Classement par équipes |
| Équipe                 | Équipe                          | Pays                   | Temps                  |
| ---------------------- | ------------------------------- | ---------------------- | ---------------------- |
| 1re                    | Deutsche Telekom                | Allemagne              | 33 h 48 min 54 s       |
| 2e                     | Cofidis-Le Crédit par Téléphone | France                 | + 9 s                  |
| 3e                     | Rabobank                        | Pays-Bas               | + 9 s                  |
| 4e                     | Gan                             | France                 | + 16 s                 |
| 5e                     | US Postal Service               | États-Unis             | + 18 s                 |

| Classement par équipes | Classement par équipes          | Classement par équipes | Classement par équipes |
| Équipe                 | Équipe                          | Pays                   | Temps                  |
| ---------------------- | ------------------------------- | ---------------------- | ---------------------- |
| 1re                    | Deutsche Telekom                | Allemagne              | 33 h 48 min 54 s       |
| 2e                     | Cofidis-Le Crédit par Téléphone | France                 | + 9 s                  |
| 3e                     | Rabobank                        | Pays-Bas               | + 9 s                  |
| 4e                     | Gan                             | France                 | + 16 s                 |
| 5e                     | US Postal Service               | États-Unis             | + 18 s                 |